# Melodie celesti
Melodie celesti (Les musiciens du ciel) è un film del 1940 diretto da Georges Lacombe.